# Luc Meacham
Luc Meacham (Toledo, 28 settembre 1992) è un giocatore di football americano statunitense, che gioca come wide receiver per i New Yorker Lions.

## Palmarès
- 1 Mondiale (2015)